# كريس تورنر (لاعب كرة قاعدة)
كريس تورنر (بالإنجليزية: Chris Turner)‏ هو لاعب كرة قاعدة أمريكي، ولد في 23 مارس 1969 في بولينغ غرين في الولايات المتحدة.

## وصلات خارجية
- كريس تورنر على موقعبيزبول رفرنس.كوم (الدوري الرئيسي) (الإنجليزية)
- كريس تورنر على موقعبيزبول رفرنس.كوم (الدوري الثانوي) (الإنجليزية)